# Baban (principauté kurde)

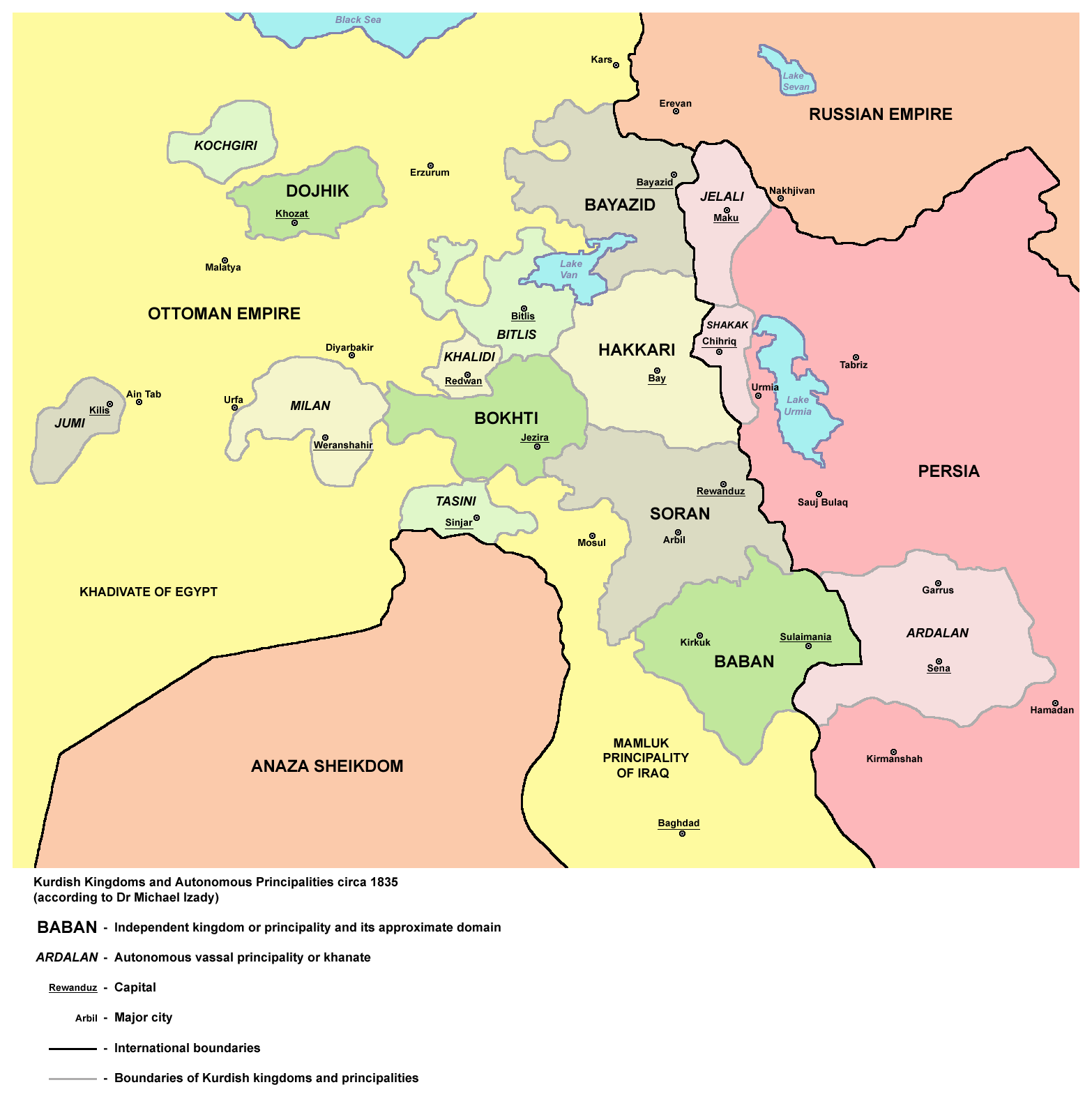
Les principautés kurdes en 1835.

Baban est une tribu et une famille princière kurde, qui a gouverné longtemps une importante principauté éponyme, situé à l’est du Kurdistan irakien.

## Histoire
L'existence de la famille est attestée depuis le XVIe siècle. Suivant le Sharafnameh, l'ouvrage du poète et chroniqueur kurde Sharaf al-Din Bitlisi (1543 - 1599), le premier prince des Baban serait Pîr Budak Babê. Il règne alors sur la région de Shehrezûr,.
Quand le sultan Soliman le Magnifique annexe le Kurdistan méridional à l'empire ottoman, la tribu des Baban va accepter formellement la suzeraineté du sultan. En réalité, la tribu guerrière et ambitieuse va se tailler un important fief aux dépens de l'empire ottoman et de l'empire persan, en jouant sur les frontières et en affrontant la tribu rivale des Erdalan. Au cours du XVIIe siècle, la famille dirigeante de la tribu devient toute puissante dans la région. En 1694, le prince de Baban Suleyman Beg, après avoir pris le contrôle de la province de Kerkouk, pénètre en territoire persan et vainc les Erdalan. Le sultan ottoman reconnait alors officiellement la principauté, Kerkouk comprise, et accorde de droit le titre de Pacha au prince des Baban, honneur rarement décerné aux princes kurdes,,.
Les Baban sont aussi des bâtisseurs. Ils construisent de nombreuses médresses et des ouvrages d'art. En 1784, le prince Ibrahim Pasha fonde la ville de Souleymanieh, qu'il baptise du nom de son père Souleyman Pacha. La ville devient la capitale de la principauté.
Entre 1723 et 1746, les Baban prennent part aux côtés des Ottomans aux guerres contre la Perse. De 1750 à 1847, l'histoire des Baban est marquée par les rivalités avec les autres principautés kurdes, comme le Soran et le Botan, puis par la lutte contre les Qadjars, et enfin contre les Ottomans.

## La révolte des Baban (1806)

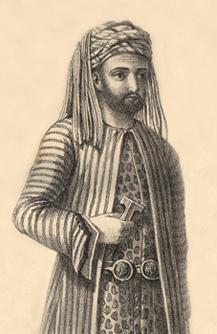
Mehmûd Pacha, commandant de l'armée des Baban qui trahit Abdulrahman Pacha en 1808.

En 1806, les princes de Baban vont mener la première révolte kurde importante du XIXe siècle contre le sultan ottoman.
À la mort d'Ibrahim Pasha, prince de Baban, les autorités ottomanes, qui sont inquiètes de la puissance des Baban à l'intérieur de l'empire, tentent d'imposer Xalit Pasha, issu d'une autre tribu, pour succéder à la tête de la principauté. Abdulrahman Pasha, qui est le neveu d'Ibrahim, s'estime lésé. Il poignarde le gouverneur turc et chasse Xalit Pasha. L'armée ottomane intervient pour imposer Xalit Pasha. Les affrontements durent trois ans. Certaines tribus prennent part à la révolte, mais d'autres soutiennent les Ottomans. Abdulrahman Pasha est vaincu en 1808 et s'enfuit en Perse,.
Une dernière révolte des Baban a lieu en 1847, menée par Ahmed Pacha Baban, mais il est battu près de Koya. La principauté est dissoute.

## Les Baban et la littérature: l'essor du soranî
Les princes de Baban vont aussi profondément marquer l’histoire de la langue, des arts et des lettres kurdes.
En effet, pour marquer son indépendance vis-à-vis des autorités tutélaires, tantôt persanes, tantôt ottomanes, et se distinguer des Erdelan, ses rivaux historiques, Ebdul-Rehman Paşa décide de promouvoir la langue de Şahrezor. Il invite à sa cour les artistes, les hommes de lettres, les poètes, les incite à abandonner le dialecte goranî et à adopter la langue de la région qui sera connue sous le nom de soranî. Les lettrés commencent à traduire en soranî les monuments de la littérature orale en kurde kurmancî, puis à écrire d'eux-mêmes leurs productions. Pour cela, les poètes de la cour de la capitale de Baban, Silêmanî, créent « l’école poétique de Nalî » ou « l’école Babanî », encouragée par le prince Ehmed Paşa, petit-fils de Ebdul-Rehman Paşa Bêbê. Cette école consacrera le kurde de Silêmanî comme langue littéraire et, bientôt, la langue littéraire kurde la plus importante par le nombre d’auteurs publiés dans cette langue. Le fondateur de cette école est Mela Xidrî Ehmedî Şaweysî Mîkaîlî ou Mela xidrî Şahrezorî (1800-1856), surnommé Nalî, d'où le nom qui restera celui de l'école. Un autre membre de cette « école » est Ebdul-Rehman Beg Sahibqiran (1805-?), qui écrit sous le nom de Selîm. Le développement de cette école sera brisé à la suite de l'écrasement de la révolte des Baban. Les poètes quitteront Silêmanî. Mais la poésie kurde soranî continuera à se développer, dès lors, au-delà des frontières de l’ancienne principauté des Baban : à Germiyan (Kirkûk), dans le Mukriyan.